# Les Fastes de la grande et ancienne Mxnxstrxndxsx
Les Fastes de la grande et ancienne Mxnxstrxndxsx (Die Herrlichkeiten der großen und alten Mxnxstrxndxsx) ist eine Suite für Cembalo des französischen Komponisten François Couperin. Sie bildet das Ende des 11. Ordre in seinem zweiten Buch der Cembalostücke, das 1716–1717 veröffentlicht wurde. Hinter dem geheimnisvollen Begriff Mxnxstrxndxsx verbirgt sich die Ménéstrandise, eine Zunft von Musikern, die seit dem Mittelalter bestand. Couperin stellt in seiner Musik die Mitglieder dieser Zunft in satirischer Weise als Gaukler und Narren dar und verwendet die unaussprechliche Bezeichnung, um juristische Auseinandersetzungen zu vermeiden.

## Geschichte
Die Ménéstrandise wurde als Zunft in Paris im Jahre 1321 gegründet, um sich von fahrenden Musikern abzusondern. Ihr Vorsitzender führte den Titel Roi des ménétriers („König der Ménestrels“) bzw. Roi des violons („Geigen-König“). Die Zunft bestand bis 1776 und war im Besitz einer eigenen Straße und einer eigenen Kirche namens Saint-Julien-des-Ménétriers, die in der Französischen Revolution zerstört wurde.
Im 17. Jahrhundert hatte sich die Ménéstrandise vom ursprünglichen Ideal, die alte Gauklerkunst zu bewahren, schon weit entfernt, suchte sich aber noch mittels Erhebung von Steuern und Mitgliedsbeiträgen bei möglichst vielen Musikern durchzusetzen. Nachdem die Zunft von König Ludwig XIV. 1659 formell anerkannt wurde, machten sich die Tanzmeister unabhängig und gründeten 1661 die Königliche Tanzakademie. Indessen suchte nun die Ménéstrandise ihren Einfluss auf Organisten, Cembalisten und Bedienstete des Königshofes auszudehnen. Die Satzungen der Zunft sahen Folgendes vor:

„Keine Person aus dem Königreich (Frankreich) oder aus dem Ausland darf Tanz- oder Musikunterricht erteilen, Tänze oder Musikinstrumente vorführen, sich tags- oder nachtsüber zu Serenaden versammeln, oder bei Hochzeiten oder öffentlichen oder privaten Versammlungen auf selbigen Instrumenten spielen, solange sie nicht als Meister vom besagten König oder seinen Stellvertretern aufgenommen wurde, unter Androhung einer Geldbuße, Beschlagnahme und Verkauf der Instrumente beim ersten Mal, und körperlichen Strafen beim zweiten Mal.“

Nachdem 1693 und 1707 eine Gruppe von Clavecinisten, darunter Nicolas Lebègue, Guillaume-Gabriel Nivers und François Couperin, im Namen der Kunstfreiheit bei Ludwig XIV. Protest gegen diese Privilegien eingelegt hatte, wurden sie in beiden Fällen vermindert.

## Aufbau
Die Suite besteht aus fünf Sätzen, die hier Akte genannt werden, eine ironische Anspielung auf die klassische Tragödie. In karikierender Form wird eine Sitzung der Ménéstrandise dargestellt, mit dem Einzug der Würdenträger, dem lärmigen Umzug der Gaukler und ihrer mitgeführten Tiere, dem erbärmlichen Auftritt der Krüppel, und schließlich der allgemeinen Flucht aller Beteiligten.
- Premier Acte. Les notables et jurés – Mxnxstrxndxsx. („Erster Akt: Die Notabeln und eingeschworenen – Mxnxstrxndxsx.“) Ein kurzer Marsch in C-Dur zur Darstellung des Einzugs der Würdenträger. Spielanweisung: Sans lenteur („Nicht zu langsam“).
- Second Acte. Les Viéleux, et les Gueux. („Zweiter Akt: Die Spieler von Drehleiern und die Bettler“). Eine Musette in c-Moll mit zwei aufeinanderfolgenden Melodien (Airs) zur Nachahmung von Drehleiern, wobei die linke Hand mit Bourdon („Bordun“) überschrieben ist. Das zweite Air, in etwas schnellerem Tempo, stellt das aufdringliche Gebaren der Bettler dar.
- Troisième Acte. Les Jongleurs, Sauteurs, et Saltimbanques: avec les Ours, et les Singes. („Dritter Akt: Die Jongleure, Seiltänzer und Gaukler, mit den Bären und Affen.“) Eine fröhliche Melodie im 3/8-Takt in C-Dur, wobei der Brummbass aus dem vorherigen Teil beibehalten wird. Spielanweisung: Légérement („Leicht“).
- Quatrième Acte. Les Invalides: ou gens Estropiés au service de la grande Mxnxstrxndxsx. („Vierter Akt: Die Invaliden oder Krüppel im Dienste der großen Mxnxstrxndxsx.“) Eine Sarabande in c-Moll. Die punktierten Rhythmen symbolisieren die Behinderungen der Disloqués („Krüppel“) in der rechten Hand und der Boiteux („Hinkenden“) in der linken Hand.
- Cinquième Acte. Désordre, et déroute de toute la troupe: causés par les Yvrognes, les Singes, et les Ours. („Fünfter Akt: Unordnung und Auflösung der gesamten Truppe, verursacht durch die Betrunkenen, die Affen und Bären.“) Virtuoses Finale in C-Dur in ansteigendem Tempo, zunächst im 4/8, dann im 6/8-Takt. Zum Abschluss werden Les béquilles („Die Krücken“) dargestellt. Spielanweisung: Très vite („Sehr schnell“).

Eine Aufführung der gesamten Suite dauert etwa zehn Minuten.